# Ґирлиґа і ціп

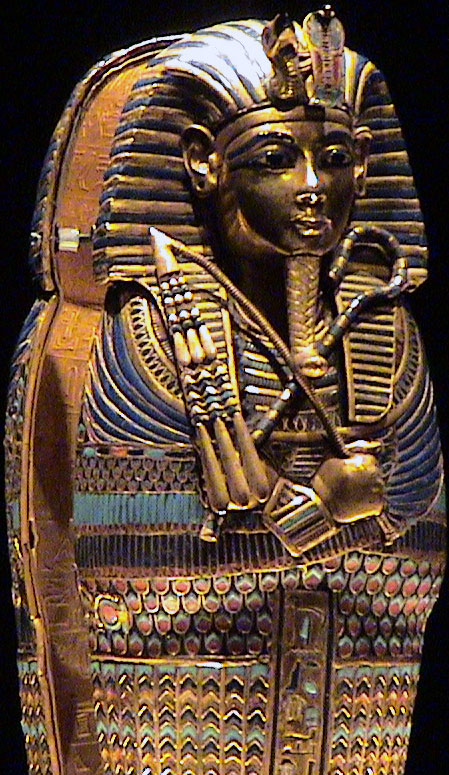
Ґирлиґа і ціп на саркофазі Тутанхамона

Ґирлиґа і ціп — символи, вживані в Стародавньому Єгипті. Первісно вони були атрибутами Осіріса, потім стали знаками влади фараона. Ґирлиґа (гека) мала символізувати царську владу, а ціп (нехаха) — плодючість землі.
Найраніший відомий зразок царського жезла-ґирлиґи походить з Герзейської культури (доба Наґада II), знайдений у гробниці U547 в Абідосі. На пізні додинастичні часи ґирлиґа вже була узвичаєним клейнодом царя. Ціп первісно використовувався окремо, фігуруючи на деяких найраніших зображеннях царського церемоніалу. Приблизно ближче до часу Другої династії ґирлиґа і ціп починають використовуватися в парі.
Єдиний збережений екземпляр комплекту ґирлиґи і ціпа походить з гробниці Тутанхамона. Їхні держаки зроблені з бронзи, покритої почерговими смужками смальти, обсидіану і золота, а намистини ціпа виконані з позолоченого дерева.
Традиційно ці клейноди тримали перехрещеними на грудях. Вони, здогадно, представляли правителя як пастуха, чия милість значно поміркована його могутністю.
Згідно з тлумаченням Тобі Вілкінсона, ціп вживався для поганяння худоби, отже, він був символом примусової влади правителя: подібно пастуху стада, правитель спонукав своїх підданих так само, як обмежував їх. Е. А. Волліс Бадж припускає, що це ціп для обмолоту зерна.